# Mies
Pour l’article homonyme, voir MIES.
Mies est une commune suisse du canton de Vaud, située dans le district de Nyon.

## Géographie
Mies fait partie de la région de Terre Sainte.

## Population

### Gentilé
Les habitants de la commune se nomment les Myarolans (variation orthographique : Miarolans),.

## Sports
La commune compte un terrain de polo.
Elle abrite le siège social de Fédération internationale de basket-ball et aussi celui de la Fédération internationale de motocyclisme.

## Transports
- Sur la ligne ferroviaire Lausanne - Genève dès 1858, la gare de Mies est inaugurée en 1887[6].
- Débarcadère CGN[7] (Compagnie Générale de Navigation) de 1878 à 1892[8].